# واسکو نونیس د بالبوا
واسکو نونیس د بالبوآ (به اسپانیایی: Vasco Núñez de Balboa) (زادهٔ ۱۴۷۴ - مرگ ۱۵ ژانویه ۱۵۱۹) جستجوگر، کشورگشا و فرماندار اسپانیایی بود.
او از برای گذر از باریکه پاناما و رسیدن به اقیانوس آرام در ۱۵۱۳ نامور است. بالبوا نخستین اروپایی است که از راه ینگه دنیا به این اقیانوس رسید.
او که نخستین بار در ۱۵۰۰ میلادی به قارهٔ نو گام گذاشته‌بود بنیادگذار سانتا ماریا لا آنتیگوا دل دارین - نخستین سکونت‌گاه پایدار اروپاییان در آمریکا- در کلمبیای کنونی هم بود. از جمله کنش‌های نامدار او انداختن سرخ‌پوستان همجنس‌گرا به کام سگان درنده بود. از دیگر کارهای او کامیابی در کشت ذرت بود که سبب پدید آمدن مادهٔ خوراکی تازه‌ای برای مستعمره‌نشینان گشت.

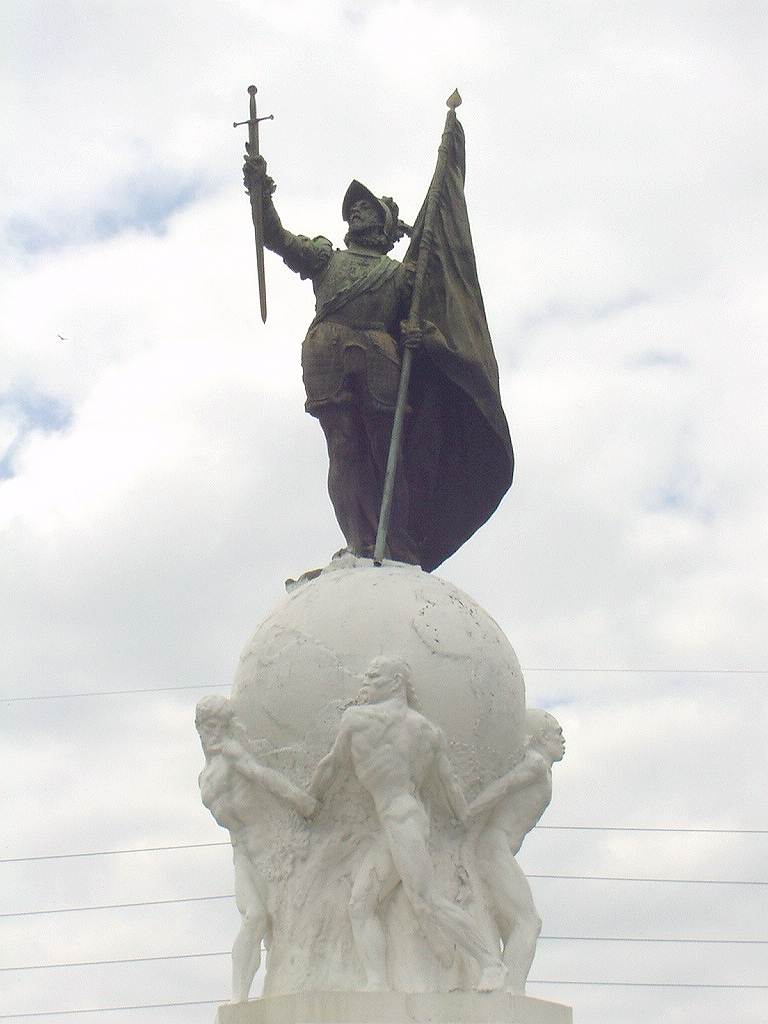
بنای یادبود بالبوا در شهر پاناما

بالبوآ سرانجام به جرم خیانت به دست گروهی که رهبریشان با فرانسیسکو پیزارو بود دستگیرشد و سر از تنش جدا گردید. امروزه در پاناما و دیگر کشورها به افتخار او مکان‌های چندی به نامش نام‌گذاری گشته‌اند و واحد پول این کشور نیز بالبوآ نام گرفته‌است. همچنین یکی از دهانه‌های آتش‌فشانی ماه نیز به افتخار او بالبوآ نام‌گذاری شده است.

## اوایل زندگی
بالبوآ در شهرخرس د لس کابایرس اسپانیا به دنیا آمد. او از نوادگان لرد ماسون، لرد قلعه بالبوآ واقع در مرز لئون و گالیسیا بود. مادرش لیدی دو باداخوز و پدرش هیدالگو نونو آریاس د بالبوآ، یک اشراف‌زاده، بود. از دوران کودکی واسکو اطلاعات چندانی وجود ندارد فقط اینکه او سومین پسر از چهار پسر خانواده‌اش بود. در نوجوانی، او در نقش خدمتکار و کارآموز نزد دن پدرو د پورتوکاررو، لرد منطقه موگر کار کرد.